# Ibelins enastående liv
Ibelins enastående liv (norska: Ibelin) är en norsk delvis animerad biografisk dokumentärfilm från 2024 som är regisserad av Benjamin Ree. Filmen hade världspremiär vid Sundance Film Festival den 19 januari 2024 där den vann publikpriset World Cinema Documentary. Den hade premiär på strömningstjänsten Netflix den 25 oktober 2024.

## Handling
Filmen handlar om Mats Steen, en norsk gamer känd online som Ibelin, som dog av en degenerativ muskelsjukdom vid 25 års ålder. Hans föräldrar trodde att han hade levt ett isolerat liv ända tills de började få meddelanden från onlinevänner runt om i världen.